# James Cardno
James Farquhar Cardno, né le 25 mai 1912 à Fraserburgh (Écosse) et mort le 15 mai 1975 à Leeds (Angleterre), est un bobeur britannique.

## Carrière
James Cardno participe aux Jeux olympiques d'hiver de 1936 organisés à Garmisch-Partenkirchen en Allemagne, où il est médaillé de bronze en bob à quatre avec Charles Green, Guy Dugdale et Frederick McEvoy. 

## Palmarès

### Jeux Olympiques
- : médaillé de bronze en bob à quatre aux Jeux olympiques d'hiver de 1936.